# Orlando Agosti

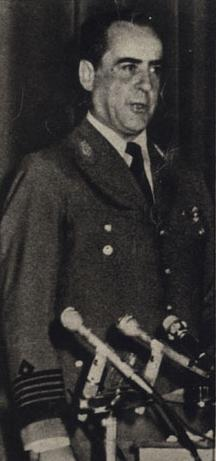
Orlando Ramón Agosti (1976)

Orlando Ramón Agosti Echenique (* 18. Dezember 1924 in San Andrés de Giles, Provinz Buenos Aires; † 6. Oktober 1997 in Buenos Aires) war ein argentinischer Militär und Politiker.

## Leben
Er wurde als Sohn italienischer Einwanderer geboren und besuchte die Militärschule der Luftwaffe. Er machte dort seinen Abschluss im Jahre 1947. Nach Stationen als Militärattache in den USA und Kanada wurde er am 1. Januar 1976 zum Oberbefehlshaber der Luftwaffe im Range eines Brigadegenerals ernannt. Diese Funktion behielt er bis 1979 bei.
Am 24. März 1976 putschten die argentinische Militärführer Agosti (Luftwaffe), Videla (Heer) und Massera (Marine) gegen die Regierung unter Präsidentin Isabel Martínez de Perón und bildeten eine Junta, die das Land in den folgenden sieben Jahren regierte. Am 25. Januar 1979 gab Agosti seine Funktion in der Militärjunta an Omar Graffigna ab. Während der Militärdiktatur von 1976–1983 führte das Regime einen schmutzigen Krieg gegen Regimegegner, linke Guerilleros (u. a. Montoneros), bei der auch viele Unbeteiligte (bis zu 30.000 Personen) Opfer wurden. 
Nach dem Ende der Militärdiktatur wurde er im Verfahren gegen die Juntas 1985 angeklagt und vor Gericht gestellt. Agosti wurden 88 Morde, 581 illegale Verhaftungen und 278 Fälle von Folter (sieben mit Todesfolge), 110 Diebstähle und 11 Entführungen während des „schmutzigen Krieges“ vorgeworfen. Er wurde zu viereinhalb Jahren Gefängnis verurteilt; die Strafe wurde später auf drei Jahre und neun Monate verkürzt. Nachdem er – als einziges führendes Mitglied der Militärjunta – seine Strafe voll abgesessen hatte, wurde er im Mai 1989 aus der Haft entlassen. 1990 wurde Agosti von Präsident Carlos Saul Menem begnadigt. Sein Versuch, wieder voll rehabilitiert zu werden und seinen militärischen Rang zurückzubekommen, scheiterte 1993 vor Gericht.
Orlando Agosti starb 1997.